# Bristol F.2 Fighter
Bristol F.2B Fighter – brytyjski dwumiejscowy dwupłatowy samolot myśliwski, zaprojektowany w 1916 roku w firmie Bristol.

## Historia

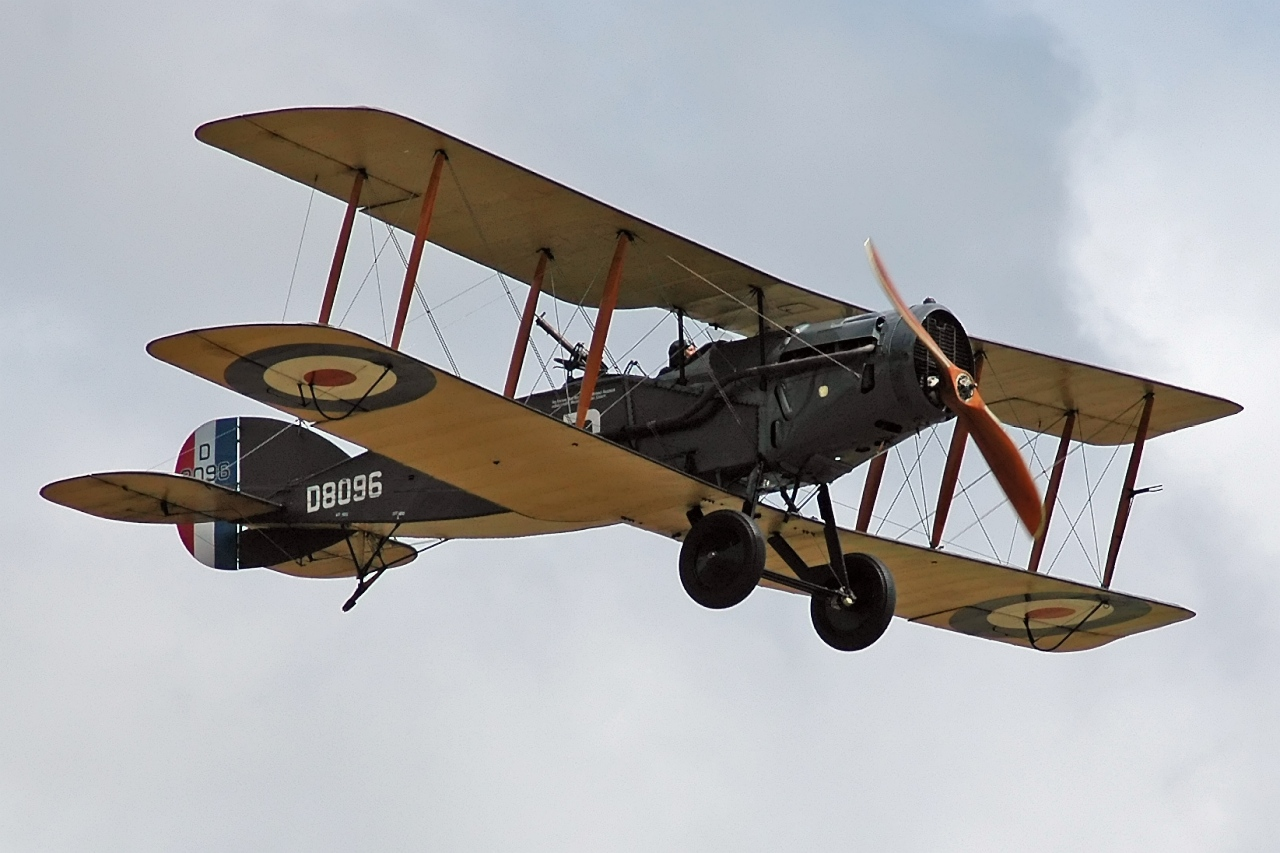
Zachowany Bristol F.2B w locie

W 1916 roku brytyjski Royal Flying Corps zamówił w kilku firmach lotniczych dwumiejscowy samolot myśliwski, który mógłby się sam obronić przed atakami samolotów przeciwnika. Miał się do tego przyczynić strzelec w drugiej kabinie obsługujący zamocowany na obrotnicy ruchomy karabin maszynowy.
Budowy takiego samolotu podjęła się firma Bristol, a na początku 1916 roku inż. Frank Bornwell konstruktor firmy zaprojektował samolot w układzie dwupłata, o kadłubie zawieszonym między płatami i o bardzo małej odległości kabin odkrytych pilota i strzelca, aby łatwo mogli się porozumiewać.
Prototyp samolotu napędzany silnikiem widlastym typu Rolls-Royce Falcon, oznaczono jako Bristol F.2A i oblatano 9 września 1916 roku. Podczas prób w locie prototyp potwierdził dobre właściwości pilotażowe i założone osiągi. Zamówiono wtedy 50 sztuk tych samolotów, w które wyposażono dwa dywizjony Royal Flying Corps.
Po wprowadzeniu kilku zmian konstrukcyjnych przystąpiono do produkcji seryjnej odmiany samolotu oznaczonej jako Bristol F.2B Fighter. Oprócz zamówień lotnictwa brytyjskiego do wytwórni wpłynęły także zamówienia z innych państw.
Samolot miał (jako myśliwiec dwumiejscowy) bardzo dobre osiągi, dobrą wytrzymałość i sztywność konstrukcji (zmierzona prędkość maksymalna w nurkowaniu wyniosła 390 km/h i była największą w okresie I wojny światowej), pilotaż był łatwy, sterowność dobra, dobre właściwości w akrobacji i walce powietrznej.
Ogółem od 1916 roku do końca I wojny światowej wyprodukowano 3101 samolotów Bristol F.2B Fighter, a po jej zakończeniu dalszych 378 samolotów dla lotnictwa brytyjskiego i 49 dla zagranicy. Produkowano je także na licencji w USA (oficjalnie jako samolot obserwacyjny USAO-1, produkowany z modyfikacjami jako Curtiss Bristol i USXB-1A 26+55 sztuk) i Belgii – 40 sztuk.

## Użycie bojowe

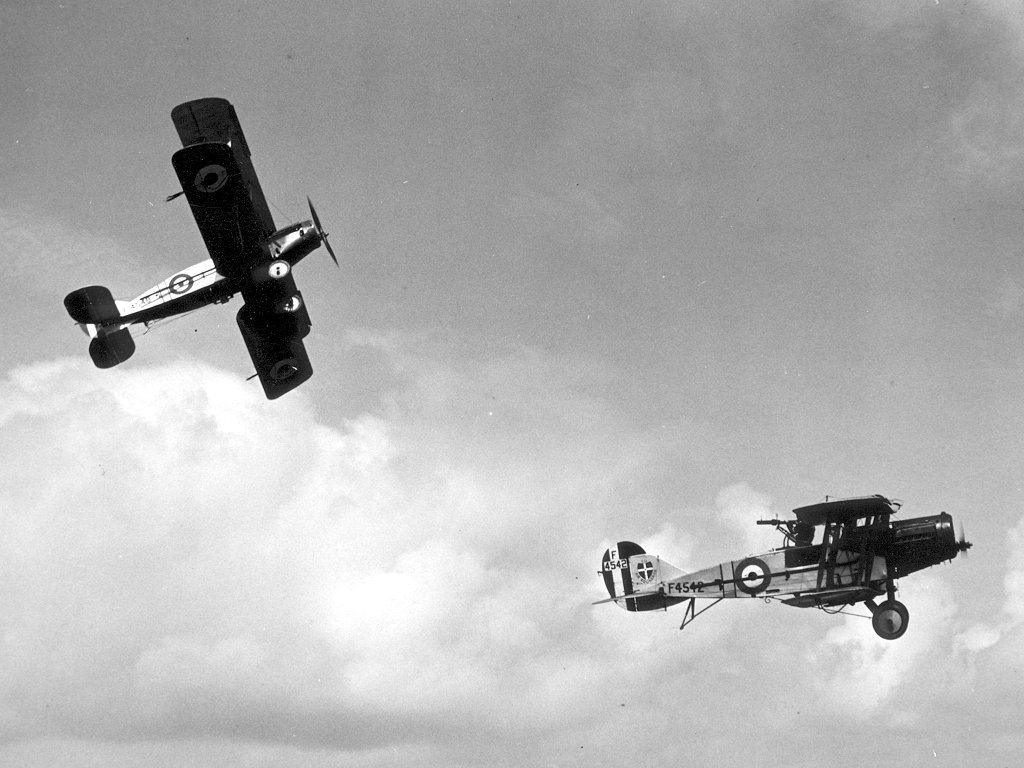
Para Bristol F2B w locie

Po raz pierwszy samoloty Bristol F.2B w liczbie 6 sztuk z 40 Dywizjonu stoczyły walkę powietrzną 5 kwietnia 1917 roku nad Arras we Francji z 5 samolotami myśliwskimi z eskadry Richthofena. Piloci niemieccy zestrzelili wtedy 4 samoloty angielskie, nie ponosząc strat.
Dopiero zmiana taktyki stosowania tych samolotów z defensywnej na ofensywną wykazała ich zalety i piloci na tych samolotach odnieśli szereg zwycięstw. 20 Dywizjon RFC wyposażony w samoloty Bristol F.2B Fighter zestrzelił łącznie 613 samolotów wroga. Indywidualnie najwięcej zwycięstw na samolotach tego typu odniosła załoga kanadyjska: mjr pil. A. Mac Keever i strzelec L. F. Powell, pierwszy z nich w ciągu pół roku zestrzelił 30, a drugi 6 samolotów niemieckich.
Zalety tego samolotu jakie potwierdziły się w trakcie walk w I wojnie światowej spowodowały, że w lotnictwie brytyjskim używany był on aż do 1932 roku. Do połowy lat trzydziestych używany był także w lotnictwie m.in. Belgii, Republiki Chińskiej, Hiszpanii, Irlandii i Meksyku.

## Użycie w lotnictwie polskim
W lotnictwie polskim samoloty Bristol F.2B Fighter były używane w liczbie 107 sztuk (według innych publikacji, 106). Pierwsze dwa samoloty (z silnikami Rolls-Royce Falcon III) przywieziono do testów w styczniu 1920, podczas toczącej się wojny polsko-bolszewickiej. W efekcie, 10 czerwca podpisano umowę na dostarczenie 75 samolotów z silnikami Hispano-Suiza 300 KM, a 14 sierpnia jeszcze 30 samolotów. W lipcu 1920 Polska ponadto odkupiła dwa egzemplarze próbne, które otrzymały numery 20.1 i 20.2 i w dniach 5 i 6 sierpnia jako pierwsze zostały użyte do lotów rozpoznawczych i ostrzeliwania wojsk radzieckich. Jeden z nich został jednak rozbity 6 sierpnia, a drugi 7 sierpnia.
W lipcu dostarczono do Polski pierwszą partię zamówionych samolotów, które po zmontowaniu przydzielono do 1, 9 i 10 eskadry wywiadowczej. 10 eskadra weszła do walk 7 sierpnia, a pozostałe dwie eskadry od 14 sierpnia. Samoloty te, z uwagi na charakter działań na froncie, używane były głównie do atakowania siły żywej wroga oraz rozpoznania, natomiast nie dochodziło do walk powietrznych. Łącznie podczas działań wojennych lotnictwo polskie dysponowało 40 samolotami Bristol F.2B, z których 2 zostały zestrzelone przez obronę przeciwlotniczą (17 i 18 sierpnia 1920), a jeden po awarii silnika i przymusowym lądowaniu został zdobyty 15 października przez Rosjan. Kilka dalszych samolotów uległo jednak katastrofom (trzy wypadki śmiertelne w trakcie trwania działań, 12 ogółem podczas służby w lotnictwie polskim).
We wrześniu 1920 samoloty F.2B otrzymała także 5 eskadra wywiadowcza, a w październiku 2 eskadra wywiadowcza, lecz nie zdążyły wziąć udziału w działaniach wojennych. Po wojnie samoloty były używane przez 1, 5 i 10 eskadrę VII dywizjonu wywiadowczego 3 pułku lotniczego w Poznaniu. Jako samoloty bojowe używano ich do połowy lat 20. W eskadrach treningowych pułków i w szkołach lotniczych stosowano je do 1932 roku.

## Opis techniczny
Samolot Bristol F.2B Fighter był dwumiejscowym samolotem myśliwskim i obserwacyjnym, dwupłatem o konstrukcji mieszanej z klasycznym podwoziem stałym z płozą ogonową. Napęd stanowił silnik widlasty typu Rolls-Royce Falcon z dwupłatowy, drewnianym śmigłem.
Uzbrojenie stanowiły trzy karabiny maszynowe -  jeden km Vickers kal. 7,7 mm (stały, zsynchronizowane w górnej części kadłuba – pilota) i dwa km Lewis kal. 7,7 mm na obrotnicy Scarffa.